# 白木正博
白木 正博（しらき  まさひろ、1885年11月3日 - 1960年11月2日）は、日本の医学者（産科学・婦人科学）。日本の産婦人科学界の父と呼ばれ、子宮がん治療に初めて放射線を採用したことで知られる。白木博次は次男。

## 経歴
長野県南安曇郡明盛村（現安曇野市）に医師白木鉄平の長男として生まれる。旧制松本中学（長野県松本深志高等学校）、旧制第二高等学校を経て、1911年東京帝国大学医学部を卒業し、同校産婦人科教室の助手、1915年には助教授となった。
1921年文部省の命令により、ドイツ・イギリス・フランスに留学、同年に「家兎卵巣に対する硬レントゲン線の作用について」で医学博士となる。1924年帰国、1926年九州帝国大学教授、1936年母校教授となる。1944年勲二等瑞宝章受勲、1949年日本産婦人科学会名誉会員となる。

## 業績
放射線医学、癌対策、産科医療などに生涯を通じて心血を注ぎ、内分泌の面では、下垂体後葉エキスの研究をして「アトニン」、「プレパトニン」を創製した。子宮癌、陰部癌、繊毛上皮腫、胞状鬼胎、産褥熱、児頭回旋異常、妊娠中毒症、無痛分娩、産科鉗子、ビタミン療法、短波療法、化学療法、産婦人科手術など研究内容は多岐に亘る。
また医学学術用語の統一、助産婦教育などにも尽力した。

## 主著
- 白木産科学
- 白木産科手術学
- 白木産科薬物的療法
- 婦人科手術学
- 白木助産婦学 子宮外妊娠の診断及び治療法
- 子宮輪卵管造影術
- 産婦人科とサルファ剤療法
- 婦人科優生手術
- 婦人科疾患のレントゲン治療
- 黄体ホルモンの理論と産科的応用
- 産褥熱 殊に其の病因予防及び治療
- 子宮癌のラジウム療法 子宮癌殊に手術不可能性頸部癌に対する放射線療法
- 胞状鬼胎
- エレクトロカルジオグラム
- 産婦人科領域に於ける応用母性保護より見た性病と人口問題